# 原豊穣
原 豊穣（はら ほうじょう、1843年（天保14年） - 1917年（大正6年））は、日本の政治家。南多摩郡長および八王子町長を務めた。

## 概要
1843年に武蔵国多摩郡調布の上布田村（現在の東京都調布市）で生まれる。幼名は泰輔。1880年4月、神奈川県勧業課御用掛になる。1882年6月、南多摩郡長に就任。1886年に愛甲郡長になる。1891年11月、再び南多摩郡長に就任。1893年に南多摩郡は神奈川県から東京府になる。1897年に郡長を辞任。1900年4月、八王子町長に就任し、1901年3月辞任。
豊穣は1870年から1913年まで日記を書いており、調布市で公開されている（ただし、1889年 - 1912年10月は空白になっている）。
その後、余生を過ごし、1917年に死去。
息子に調布町長の原雄一がいる。